# Fushimi-ku

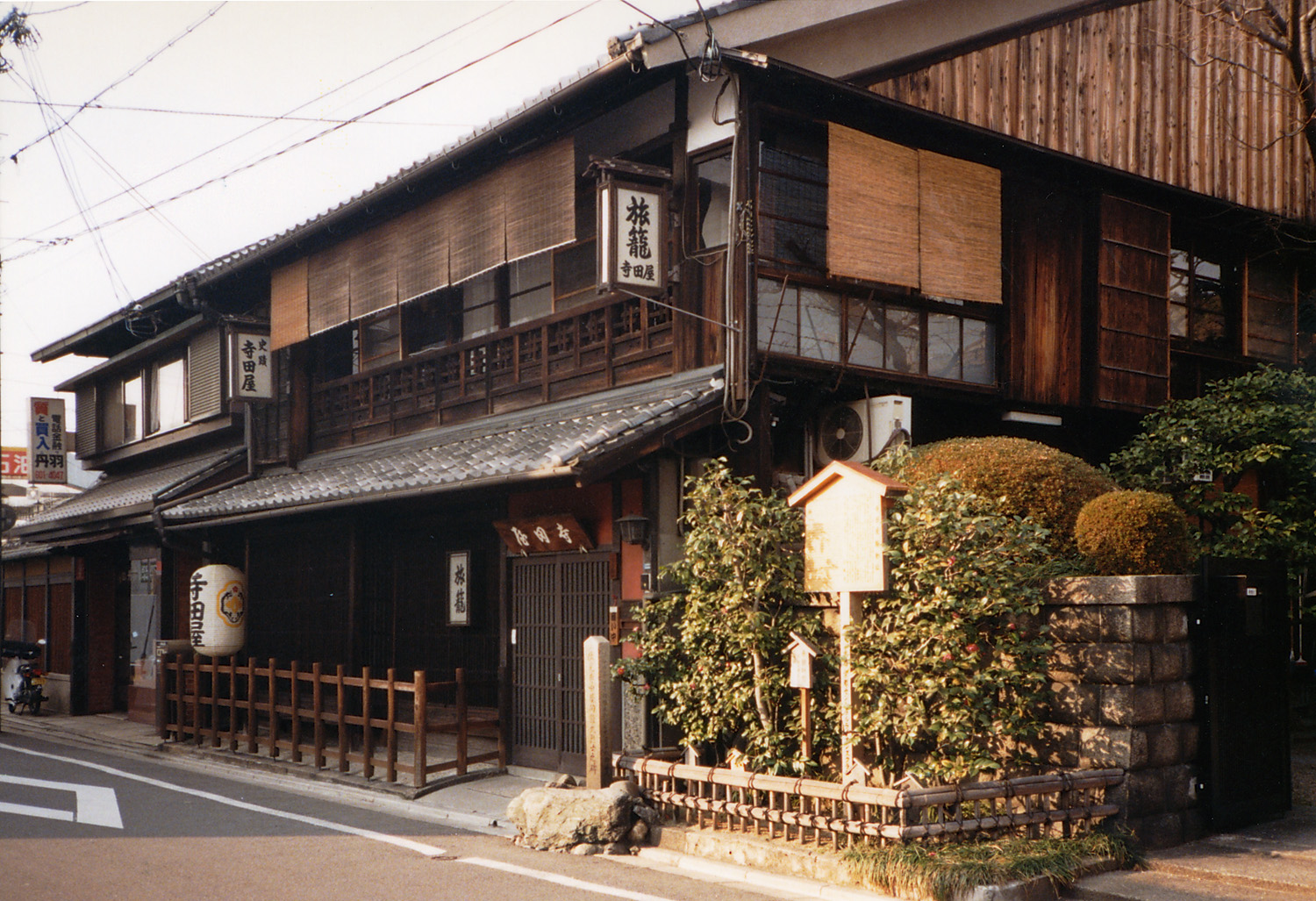
Auberge Teradaya.

Fushimi (伏見区, Fushimi-ku) est un arrondissement de la ville de Kyoto, au Japon.

## Démographie
En 2015, la population de Fushimi-ku était de 280 907 habitants pour une superficie de 61,66 km2 et une densité de 4 566 h/km2.
Le quartier est réputé pour son excellent saké[réf. nécessaire] et de nombreux bâtiments restent un bon exemple du style architectural des anciennes brasseries, les Sakagura (酒蔵).

## Histoire
Fushimi était une ville avant d'être incorporée et de devenir l'un des arrondissements de Kyoto en 1931.
Le port de Fushimi sur le fleuve Yodo était très important pour les voyageurs allant d'Osaka à Kyoto, mais le chemin de fer mit fin au transport fluvial et il ne reste presque plus aucune trace de cette activité.

## Lieux remarquables
- Fushimi Inari-taisha : sanctuaire shinto dédié aux divinités de l'agriculture
- Daigo-ji : temple bouddhique faisant partie des monuments historiques de l'ancienne Kyoto classés au patrimoine mondial de l'humanité
- Château de Fushimi : château du daimyō Toyotomi Hideyoshi
- Château de Yodo
- Tombe de l'empereur Meiji
- Tombe de l'empereur Kanmu

## Personnalités
- Kumi Koda (née en 1982), chanteuse
- Hideki Okajima (né en 1975), joueur de baseball